# Thị lực
Thị lực (VA) thường được hiểu là khả năng nhìn rõ trong thị giác, nhưng thực chất đó là khả năng nhận biết được các chi tiết nhỏ một cách chính xác. Thị lực phụ thuộc vào cả yếu tố quang học và thần kinh.
Yếu tố quang học là những gì liên quan đến ánh sáng và mắt. Nó ảnh hưởng đến độ sắc nét của hình ảnh trên võng mạc của mắt. Yếu tố thần kinh bao gồm sức khỏe và hoạt động của võng mạc, các đường dẫn thần kinh từ mắt đến não, và khả năng xử lý thông tin của não.
Thị lực thường được đo bằng việc kiểm tra khả năng nhận biết chi tiết nhỏ ở khoảng cách xa (ví dụ, "thị lực 20/20"), đo này miêu tả khả năng của một người nhìn rõ các chi tiết ở xa. Khả năng này giảm đi ở những người bị cận thị, còn gọi là mắt cận. Ngược lại, thị lực ở khoảng cách gần miêu tả khả năng nhận biết chi tiết nhỏ ở gần. Khả năng này giảm đi ở những người bị viễn thị, còn gọi là mắt to.
Một nguyên nhân thường gây ra thị lực kém là lỗi khúc xạ (ametropia): tức là sự sai lệch trong cách ánh sáng được khúc xạ trong mắt. Điều này có thể do dạng dấu mắt không đúng hoặc lỗi về khả năng tập trung ánh sáng của thấu kính trong mắt. Khi tổng sức khúc xạ của thấu kính và giác mạc quá cao so với chiều dài của mắt, hình ảnh tập trung trước võng mạc và không rõ ràng trên võng mạc, dẫn đến viễn thị. Ngược lại, khi tổng sức khúc xạ của thấu kính và giác mạc quá thấp so với chiều dài của mắt, hình ảnh tập trung phía sau võng mạc, cũng dẫn đến viễn thị. Sức khúc xạ bình thường được gọi là emmetropia. Các nguyên nhân quang học khác gây ra thị lực kém bao gồm đa hình khúc xạ, khi các đường viền của hình ảnh theo một hướng cụ thể bị mờ đi, và các không đều trên mắt thể hiện trong dạng khúc xạ.
Lỗi khúc xạ thường có thể được sửa chữa chủ yếu bằng cách quang học (như kính cận, ống tiếp xúc, và phẫu thuật khúc xạ). Ví dụ, trong trường hợp mắt cận thị, việc sửa chữa là làm giảm sức mạnh khúc xạ của mắt bằng một loại kính gọi là kính âm.
Các yếu tố thần kinh giới hạn khả năng nhìn rõ nằm trong võng mạc, các đường dẫn đến não, hoặc trong não. Ví dụ về các điều kiện ảnh hưởng đến võng mạc bao gồm tách võng mạc và lão hóa võng mạc. Ví dụ về các điều kiện ảnh hưởng đến não bao gồm tự loãng mắt (do não thị giác không phát triển đúng cách ở thời thơ ấu) và do tổn thương não, chẳng hạn từ chấn thương sọ não hoặc đột quỵ. Khi các yếu tố quang học được sửa chữa, thị lực có thể xem xét là một chỉ số đo lường chức năng thần kinh.
Thị lực thường được đo trong lúc tập trung, tức là làm chỉ số cho thị giác trung tâm (hoặc võng mạc fovea), vì thị lực cao nhất ở vùng trung tâm. Tuy nhiên, thị lực trong tầm nhìn ngoại vi có thể quan trọng ngang như trong cuộc sống hàng ngày. Thị lực giảm dần theo hướng từ trung tâm ra ngoài trước đột ngột, sau đó là một cách nhẹ nhàng hơn, theo một mô hình nghịch đảo tuyến tính (tức là sự giảm đi xấp xỉ theo hàm hyperbol). Sự giảm dần này tuân theo công thức E2/(E2+E), trong đó E là sự phân định vị trí theo góc nhìn độ góc nhìn, và E2 là một hằng số khoảng 2 độ. Ví dụ, ở vị trí cách trung tâm 2 độ, thị lực chỉ bằng một nửa giá trị ở vị trí trung tâm.
Thị lực là chỉ số đo đạc khả năng nhận biết rõ ràng các chi tiết nhỏ ở vùng trung tâm của trường thị giác; do đó, nó không chỉ ra cách nhận biết các mẫu lớn. Do đó, thị lực một mình không thể xác định chất lượng tổng thể của chức năng thị giác.